# مريء كسارة البندق
مريء كسارة البندق (بالإنجليزية: Nutcracker Esophagus)‏ حالة مرضية تصيب المريء، وتُحدث فيه تقلصات متواقتة، عالية السعة، مديدة، منتشرة على طول المريء من الأعلى للأسفل، مع مصرة مريئية سفلية طبيعية.
ويعد مريء كسارة البندق أحد الأمراض التي تتميز باختلالات الحركة، ومن بينها كذلك تعذر الارتخاء المريئي وتشنج المريء.
يظهر هذا الخلل من خلال عسر البلع سواء كان ذلك للمواد السائلة أو الصلبة وآلام الصدر (تحت القص) أو يكون قد يكون بلا أية أعراض.
قد يصيب مختلف الفئات العمرية وبخاصة فئة 60- 70 عاماً، أما التشخيص فيكون بدراسة دقيقة لحركة المريء بواسطة المخطط المانوميتري.
سمي بهذا الاسم نظرا لوجود حالات ضغط متزايدة أثناء الحركة الدودية أثناء البلع، إذ يصل هذا الضغط إلى 180 ملم زئبقي ولهذا شبه بكسارة البندق.
هذا الاضطراب لا يسبب أية تعقيدات، لذا فإن علاجه يكمن في السيطرة على الأعراض لا غير.

## الأعراض
يُعدّ هذا المرض اضطراب في حركة المريء ، وهذا يعني أن سببه حركة غير طبيعية أو (حركة دودية غير طبيعية)، وعادة ما يعاني المصابون من عَرضين أساسيين: إما ألم في الصدر (عادة ما يكون ألم صدري غير قلبي)، وتكوت عادة اضطرات تشنج، أو عسر البلع (صعوبة في البلع). هذا ويشار إلى أن آلام الصدر بين العَرَضين.
أعراض كسارة البندق المريء متقطعة، وقد تحدث مع أو بدون الطعام. نادراً ما يتسبب ذلك بانسداد مفاجئ في المرئ بعد تناول الطعام (وهو ما يسمى اتسداد البلغة الغذائية)، لذا لا يتطلب علاجاً عاجلاً. كما أن الاضطراب لا يستفحل ولا تتفاقم الأعراض أو المضاعفات بخلاف اضطرابات الحركة الأخرى كتعذر الارتخاء المريئي أو تضيق المريء أو سرطان المريء.
كثير من المرضى الذين يعانون من مريء كسارة البندق ليس لديهم أي أعراض على الإطلاق. هذا وقد يرتبط مريء كسارة البندق مع المتلازمة الأيضية.

## التشخيص
تكون النتائج طبيعية إذا ما تم استخدام المنظار الداخلي endoscope أو أشعة إكس بعد ابتلاع مادة الباريوم، وقد يتم اكتشاف حالات ارتجاع معدي مريئي أو تشوهات للمريء والتي يصاحبها عادة عسر البلع.
إلا أن استخدام ناظور بالموجات فوق صوتية قد يبين مناطق ثخينة من المريء Muscularis propria لكن ذلك لا يؤكد التشخيص.

## دراسة حركية المريء
تسمح هذه الدراسة بتشخيص مريء كسارة البندق من خلال إظهار علامات خاصة بالاضطراب، يقوم المريض أولا بابتلاع مادة صلبة أو سائلة تسهل التسجيل.
وقد تم استخدام عدة معايير من أجل التشخيص منها
معيار كاستل (طبيب أمريكي مختص في أمراض الجهاز الهضمي) ويتضمن خاصية كبرى سعة الضغط في المريء السفلي تزيد عن 180 ملم زئبقي، وخاصية صغرى تقلصات متتالية (2 أو أكثر) لأكثر من 6 ثواني، كما لاحظ كاستل أن مصرة مريئية سفلية طبيعية.
- معيار Gothenburg

تقلصات المريء (في أي جزء منه) بسعة تتجاوز 180ملم زئبقي
معيار ريختر سعة تقلصات المريء تتجاوز 180 ملم زئبقي على ارتفاع 3-8 سم من صمام المريء السفلي مع أخذ عسر البلع بعين الاعتبار
- معيار Achem

اعتمد فيه على دراسة حالة 93 مريضاً وتطوير كل من أبحاث ريختر وكاستل بحيث تتجاوز سعة الضغط 199 ملم زئبقي على ارتفاع 3 سم من الصمام السفلي وتتجاوز 172 ملم زئبقي على ارتفاع 8 سم من الصمام السفلي وأكثر من 102 ملم زئبقي على ارتفاع 13 سم من الصمام.

### الفسيولوجيا المرضية
من خلال معاينة بعض العينات، لا يُعدّ مريء كسارة البندق لا يعد اضطرابا كبيراً مثل ما هو الأمر في تعذر الارتخاء المريئي الذي يسببه تدمير ضفيرة أورباخ العصبية (Auerbach's plexus)، فيما يعتقد أن مريء كسارة البندق هو نتيجة لاضطرابات الناقلات العصبية في المريء السفلي، وأن اختلال نسبة أحادي أكسيد النيتروجين قد لا يكون إلا نتاجاً عن حالات الارتجاع التي تصاحب مريء كسارة البندق خلافا لما يكون في تعذر الارتخاء المريئي بحيث أن اختلال نسبته هو أول خلل يظهر.

## العلاج
يعد مريء كسارة البندق حالة مرضية حميدة لا يصاحبها أية تعقيدات إلا إصابة المريض بآلام في الصدر قد تجعله يلجأ إلى الأدوية أو حتى الجراحة.
يتم العلاج أولا بالسيطرة على العوامل المساهمة في إحداثه (قد يساعد إنقاص الوزن في التخفيف من الأعراض)، ومضادات الأحماض لتخفيف نسبة الإصابة بالارتجاع المعدي المريئي، كما أن عدم شرب مشروبات باردة أو ساخنة جداً يساعد.
أما عن الأدوية فقد يتم استخدام مثبطات قناة الكالسيوم التي تسمح بتمدد عضلات المريء ومن ثم تهدأ عسر البلع، وللأدوية النيتروجينية ك إزيزوربايد دينيترات (قبل الأكل) نفس التأثير، ويرجح كذلك أن ل ديلتيازيم تأثير فعال.
وأخذ مزيج بيلادونا- فينوباربيتال (ثلاث مرات يومياً) في الحالات العرضية الأحادية.
تستخدم مثبطات فوسفودي استيراز مثل سيلدينافيل لتخفيف آلام الصدر.
ترازودون مضاد للاكتئاب يستخدم لتأثيراته المهدئة لحساسية الأحشاء قد يكون فعالا من أجل آلام الصدر المصاحبة لمريء كسارة البندق.
ولتخفيف عسر البلع قد يتم استخدام الناظور والبوتوكس.
وقد يتم اللجوء إلى عملية تمديد المريء باستخدام بالون ذو ضغط عال لتمديد عضلات المريء.

### الجراحة
قد يتم اللجوء إلى عمليات الجراحة عند الأشخاص الذين لم يتماثلوا للشفاء عن طريق الأدوية والعلاج بالمنظار. تتضمن بضعة هيلير العضلية إجراء شقّ لتعطيل LES والضفيرة العضلية المعوية التي تدعمه بالأعصاب. يلجأ لبعضة هيلير كآخر خيار للمرضى الذين لا يتجاوبون مع العلاج.